# Гасан Полаткан
Гасан Полаткан (тур. Hasan Polatkan; 1915 — 16 вересня 1961) — турецький політик і міністр праці та фінансів, страчений шляхом повішення після державного перевороту 1960 року разом з двома іншими членами кабінету міністрів.

## Ранні роки
Він народився 1915 року в Ескішехірі, Османська імперія (нині Туреччина), в родині кримськотатарського походження. Він вивчав політологію в Стамбульському університеті. Після закінчення навчання в 1936 році Полаткан працював інспектором у державному банку Ziraat Bankası.

## Політична кар'єра
Полаткан розпочав політичну діяльність у Демократичної партії та був обраний на загальних виборах 1946 року депутатом Ескішехіра до Великих національних зборів Туреччини. Він переобирався до парламенту після загальних виборів 1950, 1954 та 1957 років. Полаткан працював у кабінеті прем'єр-міністра Аднана Мендереса на посаді міністра праці (22 травня — 14 грудня 1950 р.), а згодом двічі міністра фінансів (14 грудня 1950 р. — 9 грудня 1955 р. та 3 грудня 1956 р. — 27 травня 1960 р.), доки Збройні сили Туреччини не здійснили державний переворот і не повалили 19-й уряд.
У січні 1956 року парламентська комісія розслідувала справи Полаткана, Ситки Йиркали та Фатіна Рюшту Зорлу через звинувачення в причетності до імпорту східнонімецьких вантажівок і шин, які не мали жодної цінності, а також у загальному нехтуванні своїми обов'язками.

## Суд і страта
Його було заарештовано разом з Мендересом у Кютаг'ї, звинувачено в корупції та порушенні конституції разом з деякими іншими членами партії, і пред'явлено звинувачення на суді Яссіяди. Полаткан був засуджений до смерті та 16 вересня 1961 р. повішений на острові Імралі, як і Аднан Мендерес і Фатін Рюштю Зорлу. Через багато років після його смерті, 17 вересня 1990 р. його могилу разом з останками Мендереса та Зорлу перенесли до мавзолею в Стамбулі.
У нього залишилися дружина Мутаххаре Полаткан та дочка Нілґун Полаткан.

## Спадщина
На його честь названо бульвар в Ескішехірі. Його ім'ям названо середню школу в Бакиркьой, Стамбул, а також середню школу та культурний центр в Одунпазари, Ескішехір. Аеропорт у місті Ескішехір також названий на його честь.